# Adolf Pokorny

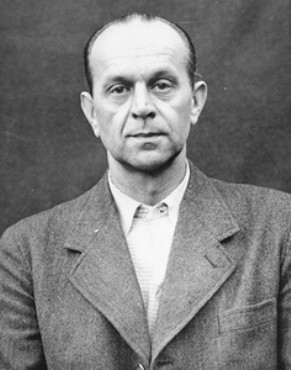
Adolf Pokorny während der Nürnberger Prozesse

Adolf Pokorny (* 26. Juli 1895 in Wien; † unbekannt) war ein in Österreich gebürtiger Dermatologe und Angeklagter im Nürnberger Ärzteprozess. Er wurde der Anstiftung und Teilhabe an Sterilisationsexperimenten in den NS-Gefangenenlagern beschuldigt, im Jahre 1947 jedoch freigesprochen.

## Leben

### Herkunft und Ausbildung, als Soldat im Ersten Weltkrieg
Adolf Pokorny war Sohn eines österreichischen Militärbeamten. Durch die häufigen Versetzungen seines Vaters innerhalb Österreich-Ungarns lebte die Familie unter anderem in Böhmen, Galizien und Bosnien. Bevor seine Heimatstadt 1938 infolge des Münchner Abkommens von der deutschen Armee besetzt wurde, besaß er die tschechoslowakische Staatsbürgerschaft.
Pokorny nahm von März 1915 bis September 1918 als Soldat am Ersten Weltkrieg teil. Als Leutnant wurde er mit zahlreichen Auszeichnungen entlassen und begann kurz darauf ein Medizin-Studium an der Universität in Prag. 1922 schloss er dieses mit der Promotion ab und erhielt am 22. März 1922 die ärztliche Approbation. Nach zweijähriger Tätigkeit in einer Klinik arbeitete er ab 1924 als niedergelassener Hautarzt in Komotau und spezialisierte sich auf Haut- und Geschlechtskrankheiten.

### Familie
1923 heiratete Adolf Pokorny die Radiologin Lilly Weil. Obwohl die Ehe 1935 geschieden wurde, scheiterte 1939 Pokornys Eintritt in die NSDAP an der jüdischen Herkunft Lilly Pokornás. Noch vor Ausbruch des Zweiten Weltkrieges brachte Lilly Pokorná ihre Kinder in England in Sicherheit. Sie selbst wurde in das Sammel- und Durchgangslager Theresienstadt verschleppt, in dem sie im März 1942 die erste Radiologiestation einrichtete. Nach Kriegsende holte sie die Kinder in England ab und wanderte mit ihnen nach Brasilien aus. Im Nürnberger Ärzteprozess wurde Pokorny die Scheidung als Beleg seiner Feindschaft gegenüber „rassisch Minderwertigen“ vorgehalten. Demgegenüber behaupteten seine Verteidiger, dass die Trennung im gegenseitigen Einvernehmen und infolge persönlicher Differenzen erfolgte.

### Die Zeit des Nationalsozialismus und der Brief an Himmler
Pokorny gehörte früh der deutsch-völkischen Irredenta in Böhmen an, die einen Anschluss an das Deutsche Reich anstrebte.
Im Zweiten Weltkrieg war er als Sanitätsoffizier der Wehrmacht zuletzt in einem Lazarett in Hohenstein-Ernstthal tätig.
Im Oktober 1941 wandte sich Pokorny in einem Brief an Himmler in dessen Funktion als Reichskommissar für die Festigung deutschen Volkstums. Nach eigenen Worten „Getragen von dem Gedanken, daß der Feind nicht nur besiegt, sondern vernichtet werden muß“, unterbreitete er den Vorschlag, Sterilisierungsversuche an Menschen mit der südamerikanischen Schweigrohrpflanze (Caladium seguinum) vorzunehmen. Pokorny wies Himmler auf eine Veröffentlichung der Madaus AG zu dieser Pflanze hin. Darin hatte Gerhard Madaus entdeckt, dass der Saft des Schweigrohrs besonders bei Tieren eine dauerhafte Sterilität bewirkte. Pokorny sprach sich bezugnehmend auf „drei Millionen momentan in deutscher Gefangenschaft befindliche Bolschewisten“ für sofortige Menschenversuche aus, um sie „von der Fortpflanzung“ auszuschließen. Um das Experiment nicht zu gefährden, gab er Himmler den Rat, sofort mit der Pflanzenzucht zu beginnen und des Weiteren Madaus keine weiteren Publikationen zu erlauben, um zu vermeiden, dass der „Feind“ auf diese Pläne aufmerksam würde. Himmler wies Oswald Pohl und Ernst-Robert Grawitz an, Pokornys Hinweisen nachzugehen und mit Madaus Kontakt aufzunehmen, damit dieser „die Möglichkeit zu Versuchen an verbrecherischen Personen, die an und für sich sterilisiert werden müssten“ auslote. Allerdings stellte sich bald heraus, dass die in Südamerika beheimatete Pflanze auf Grund der klimatischen Bedingungen zu langsam und in keinem ausreichenden Maße hätte produziert werden können. Obwohl sie Himmler und dessen Experten deshalb für die geplanten Massensterilisationen ungeeignet erschien, drängte Himmler darauf, zumindest schon mit den vorhandenen Stoffen der Pflanze Versuche in den Konzentrationslagern durchzuführen. Bis Kriegsende lagen keine verwertbaren Ergebnisse von Versuchen mit der Schweigrohrpflanze vor.

### Pokorny als Angeklagter im Nürnberger Ärzteprozess
Pokorny arbeitete im Jahr 1945 im Gesundheitsamt in München, zuletzt als Oberarzt. 1946 wurde er im Nürnberger Ärzteprozess angeklagt. Sein Verteidiger war Karl Hoffmann. In der Gruppe der Angeklagten nahm Pokorny als niedergelassener Dermatologe eine Sonderstellung ein. Als Einziger unter ihnen war er kein Mitglied der NSDAP gewesen und hatte niemals eine verantwortliche Position in der Hierarchie innegehabt. Im Prozessverlauf verteidigte sich Pokorny dahingehend, dass ihm die Unwirksamkeit des Schweigrohrs bekannt gewesen sei und er Himmler durch seinen Vorschlag von der Anwendung erprobter Methoden zur Sterilisierung habe abbringen wollen. Er gab vor, von den vorgesehenen Sterilisierungsprogrammen für Juden und Einwohner der Ostgebiete erfahren zu haben. Diese Pläne habe er, mit dem Hinweis auf die Schweigrohrpflanze als Ablenkungsmanöver, verhindern wollen.
Das Gericht folgte der Darstellung Pokornys nicht, sprach ihn aber dennoch frei:

„Wir sind von der Verteidigung, welche der Angeklagte vorgebracht hat, nicht beeindruckt und es fällt schwer, zu glauben, daß er von den edlen Motiven, die er angibt, geleitet war, als er den Brief schrieb. Wir neigen vielmehr der Ansicht zu, daß Pokorny den Brief aus ganz anderen und persönlicheren Gründen geschrieben hat. […] Im Fall von Pokorny ist es der Anklagevertretung nicht gelungen, den Beweis seiner Schuld zu erbringen. So ungeheuerlich und niedrig die Vorschläge in diesem Brief sind, liegt doch nicht der geringste Beweis dafür vor, daß jemals irgendwelche Schritte unternommen worden sind, um sie durch Versuche an Menschen zur Anwendung zu bringen. Wir erklären daher, daß der Angeklagte freigesprochen werden muß, nicht wegen, sondern trotz der Verteidigung, die er vorgebracht hat.“